# Blanco (cantant)
Riccardo Fabbriconi (Calvagese della Riviera, 10 de febrer del 2003), més conegut pel seu nom artístic Blanco, és un cantant i raper italià.

## Carrera
El 9 de juny del 2020 va publicar el seu primer EP, Quarantine Paranoid, a SoundCloud. Després de firmar un contracte amb Universal i Island Records, el 10 de setembre del 2021 va treure l'album Blu celeste, que va ser quatre vegades disc de platí.
El desembre del 2021, la RAI va anunciar que Blanco participaria juntament amb el cantant Mahmood en el Festival de la cançó de Sanremo 2022 amb la cançó «Brividi». El febrer del 2022 van guanyar el festival amb més del 50% dels vots. Aquesta victòria també significa que representaran Itàlia en la final del Festival de la Cançó d'Eurovisió 2022, que se celebrarà a la ciutat italiana de Torí.